# Lychnocephalus
 Lychnocephalus   Mart. ex DC., 1836 è un genere di piante angiosperme dicotiledoni della famiglia delle Asteraceae.

## Etimologia
Il nome scientifico del genere è stato definito per la prima volta dai botanici Carl Friedrich Philipp von Martius (1794-1868) e Augustin Pyramus de Candolle (1778-1841) nella pubblicazione " Prodromus Systematis Naturalis Regni Vegetabilis" ( Prodr. [A. P. de Candolle] 5: 83) del 1836.

## Descrizione
Le specie di questa voce sono delle piante con cicli biologici perenni con habitus di tipo piccolo-arboreo, a volte a forma di candelabri. I fusti sono poco ramificati. L'indumento è densamente lanoso o tomentoso per tricomi non ramificati del tipo stellato a 3 - 5 braccia, a forma di "T" o a forma di "Y" rovesciata. Gli organi interni di queste piante contengono lattoni sesquiterpenici.
Le foglie lungo il caule sono disposte in modo alterno sessili o picciolate con guaine amplessicauli (o semi-amplessicauli). La forma è intera e per lo più lanceolata con apici acuti. La consistenza è coriacea e scolorita. I margini generalmente sono interi (debolmente revoluti). Le venature sono pennate o disposte in modo sublongitudinale.
Le infiorescenze, terminali o ascellari, sono formate da capolini solitari sia sessili che peduncolati. Sono presenti sincefalie di secondo e terzo ordine. I capolini sono composti da un involucro a forma da cilindrica a campanulata formato da diverse brattee debolmente embricate su 2 - 4 serie che fanno da protezione al ricettacolo sul quale s'inseriscono i fiori tubulosi. Le brattee sono persistenti e pubescenti. Il ricettacolo è areolato e fimbriato.
I fiori, da 4 a 15 per capolino, sono tetra-ciclici (ossia sono presenti 4 verticilli: calice – corolla – androceo – gineceo) e pentameri (ogni verticillo ha in genere 5 elementi). I fiori sono inoltre ermafroditi e actinomorfi (raramente possono essere zigomorfi).
- Formula fiorale:

*/x K {\displaystyle \infty }, [C (5), A (5)], G 2 (infero), achenio
- Calice: i sepali del calice sono ridotti ad una coroncina di squame.
- Corolla: le corolle sono formate da un lungo tubo terminante in 5 lobi; il colore varia da viola a biancastro; la superficie può essere sia pubescente che glabra.
- Androceo: gli stami sono 5 con filamenti liberi e distinti, mentre le antere sono saldate in un manicotto (o tubo) circondante lo stilo.[11] Le antere, sagittate e sprovviste di ghiandole, sono speronate; le appendici apicali in genere sono glabre e indurite. Il polline è tricolporato (con tre aperture sia di tipo a fessura che tipo isodiametrica o poro), echinato (con punte) e non "lophato".[12]
- Gineceo: lo stilo è filiforme e privo di nodi. Gli stigmi dello stilo sono due divergenti con la superficie stigmatica posizionata internamente (vicino alla base). La pubescenza è del tipo a spazzola con peli appuntiti.[13] L'ovario è infero uniloculare formato da 2 carpelli.

I frutti sono degli acheni con pappo. Gli acheni, a forma cilindrica o prismatica, hanno diverse coste con la superficie glabra, sericea o con ghiandole. All'interno si può trovare del tessuto di tipo idioblasto e rafidi di tipo subquadrato; raramente è presente il tessuto tipo fitomelanina. Il carpopodium (carpoforo) è poco appariscente. Il pappo, biseriato, è formato da setole corte e persistenti (nella serie esterna); le setole sono contorte, strette e caduche in quella più interna.

## Biologia
- Impollinazione: l'impollinazione avviene tramite insetti (impollinazione entomogama tramite farfalle diurne e notturne).
- Riproduzione: la fecondazione avviene fondamentalmente tramite l'impollinazione dei fiori (vedi sopra).
- Dispersione: i semi (gli acheni) cadendo a terra sono successivamente dispersi soprattutto da insetti tipo formiche (disseminazione mirmecoria). In questo tipo di piante avviene anche un altro tipo di dispersione: zoocoria. Infatti gli uncini delle brattee dell'involucro si agganciano ai peli degli animali di passaggio disperdendo così anche su lunghe distanze i semi della pianta.

## Distribuzione e habitat
La distribuzione delle piante di questa voce è relativa al Brasile.

## Tassonomia
La famiglia di appartenenza di questa voce (Asteraceae o Compositae, nomen conservandum) probabilmente originaria del Sud America, è la più numerosa del mondo vegetale, comprende oltre 23.000 specie distribuite su 1.535 generi, oppure 22.750 specie e 1.530 generi secondo altre fonti (una delle checklist più aggiornata elenca fino a 1.679 generi). La famiglia attualmente (2021) è divisa in 16 sottofamiglie.

### Filogenesi
Le specie di questo gruppo appartengono alla sottotribù Lychnophorinae descritta all'interno della tribù Vernonieae Cass. della sottofamiglia Vernonioideae Lindl.. Questa classificazione è stata ottenuta ultimamente con le analisi del DNA delle varie specie del gruppo. Da un punto di vista filogenetico in base alle ultime analisi sul DNA la tribù Vernonieae è risultata divisa in due grandi cladi: Muovo Mondo e Vecchio Mondo. I generi di Lychnophorinae appartengono al clade relativo all'America.
La sottotribù, e quindi i suoi generi, si distingue per i seguenti caratteri:
- le infiorescenze raramente sono spicate (a forma di spiga);
- i capolini in genere sono grandi;
- le corolle sono prive di ghiandole stipitate;
- il polline non è "lophato";
- negli acheni sono sempre presenti i rafidi di tipo subquadrato.

In precedenza la tribù Vernonieae, e quindi la sottotribù (Lychnophorinae) di questo genere, era descritta all'interno della sottofamiglia Cichorioideae. Le specie del genere di questa voce in passato era descritte all'interno del genere Lychnophora Mart., 1822; solamente con gli ultimi studi è stata evidenziata la polifilia di Lychnophora ristabilendo quindi Lychnocephalus; inoltre alcuni caratteri specifici separano i due generi (la presenza di un sincefalio di terzo ordine e i caratteri fogliari come dimensioni, forma e margini). Nell'ambito della tribù, la sottotribù Lychnophorinae occupa, da un punto di vista filogenetico, una posizione vicina al "core" (si è evoluta tardivamente rispetto alle altre sottotribù) ed è vicina alle sottotribù Vernoninae e Chrestinae. Questo genere, nella filogenesi della sottotribù, occupa una posizione centrale e fa parte di un gruppo comprendente i generi Hololepis DC., Prestelia Sch. Bip. e la specie Lychnophora damazioi Beauverd.
I caratteri distintivi per le specie di questo genere ( Lychnocephalus ) sono:
- le infiorescenze di questo gruppo si presentano con sincefalia di secondo e terzo ordine (quest'ultimo è un carattere fortemente diagnostico);
- la serie interna del pappo è formata da setole con apici ristretti.

Il numero cromosomico delle specie di questo genere è: 2n = 38.

### Elenco delle specie
Questo genere ha 4 specie:
- Lychnocephalus humillimus (Sch.Bip.) Loeuille, Semir & Pirani
- Lychnocephalus mello-barretoi  (G.M.Barroso) Loeuille, Semir & Pirani
- Lychnocephalus sellovii  (Sch.Bip.) Loeuille, Semir & Pirani
- Lychnocephalus tomentosus  Mart. ex DC.

### Sinonimi
Sono elencati alcuni sinonimi per questa entità:
- Lychnocephaliopsis Sch.Bip. ex Baker